# Naples (Utah)
Naples is een plaats (city) in de Amerikaanse staat Utah, en valt bestuurlijk gezien onder Uintah County.

## Demografie
Bij de volkstelling in 2000 werd het aantal inwoners vastgesteld op 1300.
In 2006 is het aantal inwoners door het United States Census Bureau geschat op 1502, een stijging van 202 (15,5%).

## Geografie
Volgens het United States Census Bureau beslaat de plaats een oppervlakte van
16,9 km², geheel bestaande uit land. Naples ligt op ongeveer 1594 m boven zeeniveau.

## Plaatsen in de nabije omgeving
De onderstaande figuur toont nabijgelegen plaatsen in een straal van 36 km rond Naples.